# Доротей Мамелис
Вижте пояснителната страница за други личности с името Доротей.
Доротей (на гръцки: Δωρόθεος, Доротеос) е гръцки духовник, митрополит на Гревенската (1896 - 1901), Никополската и Превезка (1901 - 1908) и Бурсенската епархия (1908 - 1922).

## Биография
Роден е в 1861 година с фамилията Мамелис (Μαμμέλης) във витинското градче Сиги. Учи в Семинарията на Халки по препоръка на митрополит Калиник III Халкидонски. След завършването си с отличие в 1884 година с труд върху арменската църква, работи като директор на общинското училище в цариградския квартал Хрисокерамос. В 1886 година е ръкоположен за дякон от митрополит Калиник III Халкидонски. Служи като архидякон (1886 - 1889) и протосингел на Халкидонската митрополия (1889 - 1892) при Калиник III и Йоаким I. По искане на митрополит Герман Ираклийски (бъдещият патриарх Герман V Константинополски) на 10 март 1892 година е избран от Светия синод за епископ на Галиполска и Мадитоска епархия. Ръкоположен е на 15 март 1892 година в храма „Света Евфимия“ в Халкидон от митрополит Йоаким Халдиконски в съслужение с митрополитите Филотей Корчански и Никодим Еласонски. На 7 декември 1896 г. е назначен за митрополит на Гревенска епархия. Като митрополит на Гревена е член на Светия синод по време на патриарх Константин V Константинополски. Там той участва през 1901 г. в избора на новия патриарх Йоаким III за второ управление (1901-1912). Доротей подкрепя фракцията на привържениците на Йоаким (йокимистите) и се радва на подкрепата на новия патриарх.
Йоаким III го прехвърля на 18 септември 1901 година за митрополит на Никополската и Превезка епархия. В 1908 година отново е повикан на синод в столицата, поемайки паралелно управлението на женското училище Йоакимио.
На 25 октомври 1908 г. е избран от Светия синод за митрополит на Бурсенската епархия. През 1912 г. е повикан за трети път за участие в Светия синод и става председател на Постоянния национален съвместен съвет, като и остана на поста до края на април 1914 година. В същото време участва активно в избора на новия патриарх Герман V Константинополски в 1912 г., след смъртта на Йоаким III. През 1917 г. той е поканен от Герман V като заслужил синодик и поема председателството на Великата народна школа и на женското училище Запио.
През октомври 1918 г., след оставката на Герман V от патриаршеския престол, Доротей става с гласуване сред членовете на двете камари на Вселенската патриаршия – на Светия Синод и на Смесения съвет, временноуправляващ патриаршията с разлика само един глас. От този пост в продължение на три години той управлява патриаршията без обаче да може да стане патриарх. По време на управлението си Доротей се опитва да реорганизира администрацията на патриаршията. Създава серия от комисии като Комисията по църковната реформа, Комисията по подхода към другите църкви, Комисията по календара и т.н. Особено важна е работата, извършена в подхода на други църкви. През 1920 г. той публикува известната синодална енциклика на Константинополската църква към всички Христови църкви. За първи път в историята Вселенската патриаршия участва в икуменическото движение, като изпраща делегации на конференцията в 1920 г. Също така, за първи път в историята на отношенията между Вселенската патриаршия и Англиканската църква, Патриаршията през 1920 г. изпраща делегация в Шестата конференция, проведена в Ламбет, която провежда теологични дискусии с англиканите.
По време на управлението на Доротей няма избори или прехвърляне на прелати. Патриаршията се занимава предимно със сръбския въпрос и през март 1920 година са отстъпени на новосъздадената Сръбска патриаршия всички епархии на Босна и Херцеговина, Стара Сърбия и Македония, които са дотогава под контрола на Вселенската патриаршия. Основава Свещенически съюз, който помага да се подобри положението на поповете, поне в Константинополската архиепископия. Също така продължава издаването на „Еклисиастики Алития“, официалното списание на Вселенската патриаршия, и са стартирани и други две списания - „Анагенисис“ (1919-1922), орган на Свещеническия съюз и „Неос Пимин“, богословско приложение на „Еклисиастики Алития“.
Доротей два пъти пътува в Западна Европа – през 1919 г. в Париж и през 1921 г. в Лондон, където умира на 6 март същата година. Тялото му е пренесено до Фенер. Опелото му е в патриаршеската църква „Свети Георги“ и е погребан в гробището Балъклъ, където са гробовете на вселенските патриарси.